# Оскар популарности
Оскар популарности је награда на медијској сцени некадашње Југославије и Србије, која је својевремено била једна од најзначајнијих награда на медијској јавној сцени СФРЈ.
Награде, које су добијали певачи, глумци и спортисти, додељивала је публика.

## Почеци
Зоран Предић, тада новинар у најчитанијем часопису Радио ТВ Ревија је 1979. године организовао „Избор личности године“ и тај часопис је проглашавао личности године у разним категоријама. Годину дана касније, 1980. године, ова додела је променила име у Оскар Популарности.

## Златно доба
Осамдесете су сматране за златни период ове манифестације. Читаоци часописа Радио ТВ Ревија су од половине децембра до краја јануара месеца гласали за своје фаворите купоном, слали купон на адресу редакције часописа и комисија је пребројавала те гласове. Гала вече је било одржавано сваког фебруара у београдском Сава центру. Ову манифестацију је сваке године преносила Телевизија Београд.
Тако су се годинама бирали поп певач и певачица године, фолк певач и певачица године, ТВ емисија године, радио емисија године, филм године, спортиста године, глумац и глумица године, поп и рок група године и свако ко је добијао ову награду је постајао велика звезда.
Ова награда у то време никада није била додељивана ни по каквом кључу, нити у оквиру рекламних кампања.
Од певача, ову награду су добијали и Лепа Брена, Драгана Мирковић, Здравко Чолић, Мирослав Илић, Зорица Брунцлик, Неда Украден и Момчило Бајагић Бајага, а рекордер по броју освојених награда је водитељ Милован Илић Минимакс са 15 освојених Оскара популарности.

## Пропадање
Манифестација је 1990-их година почела да губи на квалитету и због тога је часопис Радио ТВ Ревија након последње доделе у њиховој организацији 1994. године одустао од организовања ове мегаманифестације, а нешто касније је и сама Радио ТВ Ревија престала да излази као посебан недељник. Од средине 1990-их, Оскар популарности је организован као посебна манифестација, без организације неког часописа.

## Повратак
Први покушај повратка Оскара популарности на медијски јавни трон се десио 2004. године када је часопису Илустрована Политика поверена организација, али након прве доделе у њиховој организацији, 2005. године, овај часопис је одлучио да више не организује ту доделу. Тада је ова награда остала на вештачким плућима.
Најскорији препород је уследио крајем 2009. године, када је часопису Пулс поверена организација ове манифестације. Пулс је прихватио ту понуду и од краја 2009. почео веома успешну организацију Оскара популарности у Сава центру, по први пут у самосталној Србији.

## Личност године
Од 2010. године је уведена једна од најпрестижнијих награда, личност године у Србији. Гласовима публике су изгласани следећи добитници:
| година | личност године       | занимање                                 |
| ------ | -------------------- | ---------------------------------------- |
| 2009   | Радомир Антић        | селектор фудбалске репрезентације Србије |
| 2010   | Светлана Дашић-Китић | рукометашица (најбоља свих времена)      |